# Антоније
Антоније је српски облик мушког имена, које потиче из латинске речи „Antonius“, која је опет изведена из грчког и значи „спреман за борбу, такмичење“. Према другом тумачењу, женска варијанта имена је такође латинског порекла, а значи „узвишена“. Постоји и верзија да потиче од грчке речи „антос“ (ανθος), што значи „цвет“, јер се сматра сродним енглеском имену Anthony.
Име се налази у Црквеном календару Српске православне цркве.

## Изведена имена
Женски облик имена је Антонија. Од овог имена изведена су имена Анта, Анте, Анто, Антонина и Тонка.

## Варијације
- (албански: Andon),
- (арапски: Tanios),
-,
-,
-,
-,
-,
-,
-,
-,
-,
-,
-,
-, (литвански: Antanas
- (норвешки: Tonik),
- (Орија језик: Totono)
-,
-, (Бразилски облик имена: Antônio)
-,
-,

## Познате личности
- Свети Антоније Велики
-, шпански глумац,
-, композитор,
-, вођа сељачке буне у Ердељу, 1437,
-, руски писац,
-, аустријски царски званичник и министар,
-, аустријски царски званичник за време владавине Марије Терезије,
-, глумац,
-, француски писац, пилот - (Мали принц),
-, мађарски писац и историчар књижевности,
-, композитор.